# Whipping Post
Whipping Post é uma música do The Allman Brothers Band. Composta por Gregg Allman, a versão de estúdio de cinco minutos apareceu pela primeira vez no primeiro álbum do grupo, The Allman Brothers Band, de 1969. Desde então, a música foi regularmente tocada ao vivo e foi a base para performances muito mais longas e mais intensas, como no álbum duplo ao vivo At Fillmore East, de 1971, onde uma versão de 22 minutos da música ocupa todo o lado B do vinil. Foi essa gravação que fez "Whipping Post" figurar nas listas "500 Songs that Shaped Rock and Roll", do Rock and Roll Hall of Fame, e na lista "As 500 Maiores Músicas de Todos os Tempos" da revista Rolling Stone.